# Chipre veneciano
La isla de Chipre fue una posesión de ultramar de la República de Venecia desde 1489, cuando terminó el Reino independiente de Chipre, hasta 1570-1571, cuando la isla fue conquistada por el Imperio Otomano.

## Historia
Durante siglos, Venecia quiso controlar Chipre y los comerciantes venecianos trabajaron en la isla a partir del año 1000, cuando comenzó la expansión veneciana (comercial y militar) en el Mediterráneo oriental.
En 1468, Jaime II de Chipre de la casa de Lusignan se convirtió en rey de Chipre. En 1468, eligió a Catalina Cornaro (nacida en Venecia de la noble familia de los "Cornaro") como su esposa y reina consorte de Chipre. La elección del Rey fue muy grata para la República de Venecia, ya que en adelante podría asegurar los derechos comerciales y otros privilegios de Venecia en Chipre. Se casaron en Venecia el 30 de julio de 1468 por poderes, cuando ella tenía 14 años.

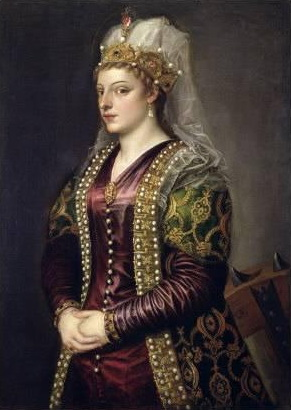
Retrato de la veneciana Caterina Cornaro, la última "Reina de Chipre" medieval, obra de Tiziano

Jaime murió poco después de la boda debido a una enfermedad repentina y, según su testamento, Caterina, que en ese momento estaba embarazada, actuó como regente. Se convirtió en monarca cuando su hijo pequeño Jacobo murió de malaria en agosto de 1474 antes de su primer cumpleaños.
El Reino de Chipre había declinado hacía mucho tiempo y había sido un estado tributario de los mamelucos egipcios desde 1426. Bajo Caterina, que gobernó Chipre de 1474 a 1489, la isla fue controlada por los comerciantes venecianos, y el 14 de marzo de 1489 se vio obligada a abdicar y vender la administración del país a la República de Venecia.
Según George Boustronios, "el 14 de febrero, la reina, vestida de negro y acompañada por los barones y sus damas, partió a caballo. Seis caballeros sostenían las riendas de su caballo. Desde el momento en que abandonó Nicosia, sus ojos no dejaron de derramar lágrimas. A su partida, toda la población se lamentaba". Así, el último estado cruzado se convirtió en una colonia de Venecia y, como compensación, a Catalina se le permitió conservar el título de reina y fue nombrada Señora Soberana de Asolo, un condado de la terraferma veneciana en el norte de Italia, en 1489.
El grueso del Chipre veneciano estaba compuesto por campesinos griegos ortodoxos oprimidos por la clase dirigente latina (emparentada con los antiguos reyes lusos), y se calcula que había unos cincuenta mil siervos. Venecia favorecía el catolicismo, que de este modo gozaba de un enorme aumento de adeptos: por ello hubo algunos problemas con los sacerdotes ortodoxos griegos locales.

### Ataques del Imperio Otomano

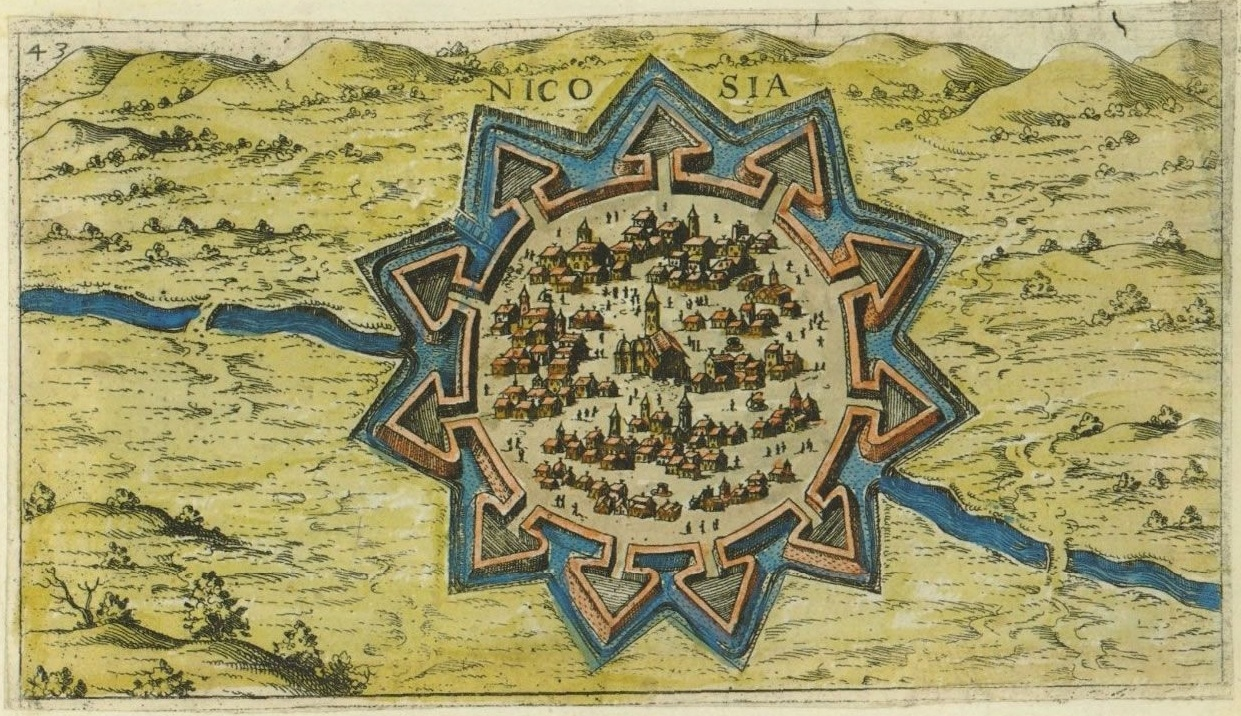
Mapa de Nicosia en Chipre, creado por el cartógrafo veneciano Giacomo Franco, que muestra las murallas venecianas de Nicosia que fueron construidas por los venecianos para defender la ciudad en caso de un ataque otomano.

Durante el periodo de dominio veneciano, los turcos otomanos asaltaban y atacaban a los pueblos de Chipre a su antojo. La población griega de Chipre recibió armas de sus gobernantes venecianos y luchó contra los atacantes otomanos.
En 1489, el primer año del control veneciano, los turcos atacaron la península de Karpass, saqueando y tomando cautivos para venderlos como esclavos. En 1539 la flota turca atacó y destruyó Limassol Temiendo al Imperio Otomano en constante expansión, los venecianos habían fortificado Famagusta, Nicosia y Kyrenia, pero la mayoría de las otras ciudades eran presa fácil.
En 1489, cuando Chipre pasó a estar bajo dominio veneciano, Nicosia se convirtió en su centro administrativo. Los gobernantes venecianos consideraron necesario fortificar todas las ciudades de Chipre debido a la amenaza otomana. En 1567 los venecianos construyeron las nuevas fortificaciones de Nicosia, bien conservadas hasta hoy, demoliendo las antiguas murallas construidas por los francos, así como otros edificios importantes de la época franca, como el Palacio del Rey, otros palacios privados e iglesias y monasterios de cristianos ortodoxos y latinos. Las nuevas murallas tenían forma de estrella con once baluartes: el diseño del baluarte era más adecuado para la artillería y un mejor control para los defensores. Las murallas tenían tres puertas: la "Puerta de Kyrenia" al norte, la "Puerta de Pafos" al oeste y la "Puerta de Famagusta" al este. El río Pedieos atravesaba la ciudad amurallada veneciana, pero en 1567 fue desviado hacia el exterior, al foso recién construido, por razones estratégicas, debido al esperado ataque otomano.
Los venecianos incluso modificaron el castillo de Kyrenia para hacer frente a la amenaza que suponía el uso de la pólvora y los cañones. Los aposentos reales del castillo y tres de sus cuatro finas y elegantes torres francas fueron demolidos y sustituidos por gruesas torres circulares que podían resistir mejor el fuego de los cañones.
De hecho, la actividad comercial bajo la República de Venecia convirtió a Famagusta en un lugar donde los comerciantes y armadores llevaban una vida de lujo. La creencia de que la riqueza de las personas podía medirse por las iglesias que construían inspiró a estos comerciantes a construir iglesias en diferentes estilos. Estas iglesias, que aún existen, fueron la razón por la que Famagusta pasó a ser conocido como "el barrio de las iglesias". El desarrollo de la ciudad se centró en la vida social de la gente rica y se centró en el "palacio de Lusignan", la Catedral, la Plaza y el puerto.
En el verano de 1570, los turcos atacaron de nuevo, pero esta vez con una invasión a gran escala en lugar de una incursión. Alrededor de 60.000 soldados, incluyendo caballería y artillería, bajo el mando de Lala Kara Mustafa Pasha desembarcaron sin oposición cerca de Limassol el 2 de julio de 1570 y sitiaron Nicosia. La ciudad cayó el 9 de septiembre de 1570; 20.000 nicosianos fueron ejecutados y todas las iglesias, edificios públicos y palacios fueron saqueados. Sólo se salvaron las mujeres y los niños que fueron capturados para ser vendidos como esclavos. La noticia de la masacre se extendió, y pocos días después Mustafá tomó Kyrenia sin tener que disparar un solo tiro. Las murallas venecianas de Nicosia estaban incompletas y no sirvieron para detener a este poderoso ejército otomano, que se reforzó en los últimos meses de 1570.

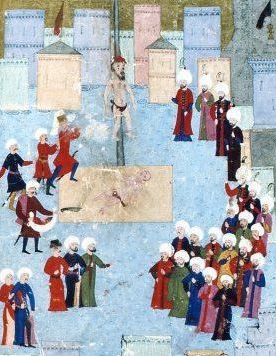
Marco Antonio Bragadin, capitán general veneciano de Famagusta, fue horriblemente asesinado en agosto de 1571 después de que los otomanos tomaran la ciudad.

Sin embargo, Famagusta, reforzada por el gobernador de Chipre, Astorre Baglioni, resistió con el Asedio de Famagusta y planteó una fuerte defensa que duró desde septiembre de 1570 hasta agosto de 1571.
El 15 de septiembre de 1570, la caballería turca se presentó ante el último bastión veneciano en Chipre, Famagusta. Ya en este punto, los contemporáneos estimaron las pérdidas totales venecianas (incluida la población local) en 56.000 muertos o hechos prisioneros. Los defensores venecianos de Famagusta sumaban unos 8.500 hombres con 90 piezas de artillería y estaban comandados por Marco Antonio Bragadin. Resistieron durante 11 meses contra una fuerza que llegó a contar con más de 200.000 hombres, con 145 cañones, proporcionando el tiempo que necesitaba el Papa para improvisar una liga anti-otomana de los reacios estados cristianos europeos.
Los turcos perdieron unos 52.000 hombres en cinco grandes asaltos a principios de 1571, hasta que en verano los venecianos, desesperados por recibir algún rescate de la patria y a petición de los civiles locales hambrientos, decidieron rendirse. En julio de 1571, los turcos acabaron abriendo una brecha en las fortificaciones de Famagusta y sus fuerzas irrumpieron en la ciudadela, siendo rechazadas sólo a costa de grandes pérdidas. Con las provisiones y las municiones agotadas, sus soldados capaces de luchar reducidos a sólo setecientos y sin señales de socorro de Venecia, el 1 de agosto Bragadin pidió condiciones de rendición. El comandante turco, Lala Kara Mustafa Pasha, accedió a permitir que los supervivientes regresaran a salvo a Creta, pero no cumplió su palabra: estaba enfurecido por la muerte de su hijo mayor atacando a tan pocos defensores venecianos. Siguió una masacre de todos los cristianos que aún quedaban en la ciudad, siendo el propio Bragadin el más brutalmente maltratado.[cita requerida]
Desde el punto de vista militar, la perseverancia de la guarnición asediada requirió un esfuerzo masivo por parte de los turcos otomanos, que estaban tan comprometidos que fueron incapaces de replegarse a tiempo cuando la Liga Santa construyó la flota que más tarde resultó victoriosa contra el poder musulmán en la batalla de Lepanto (1571): este fue el legado de Bragadin y sus venecianos al cristianismo, como escribió Theodore Mommsen. historiadores [¿quién?] hasta el día de hoy[¿cuándo?] debate por qué Venecia no envió ayuda a Bragadin desde Souda, Creta. Se afirma que algunos venecianos pensaron en dar un mejor uso a sus limitados recursos militares en el próximo enfrentamiento, ya a la vista, que culminaría en la Batalla de Lepanto.[cita requerida]
La caída de Famagusta marcó el comienzo del período otomano en Chipre. Cabe señalar que este es el escenario histórico de la obra de Shakespeare Otelo, siendo el personaje principal de la obra el comandante de la guarnición veneciana que defiende Chipre contra los otomanos.